# Convoi no 36 du 23 septembre 1942
Le convoi no 36 du 23 septembre 1942, surnommé « Convoi 36 », est le trente-sixième convoi de déportation de Juifs de France. Il est parti du camp de Drancy pour le camp d'extermination d'Auschwitz.

## Trajet
Le 23 septembre, à 8 h 55 le convoi prend le départ de la gare du Bourget-Drancy avec pour destination Auschwitz.
D'après le trajet du premier convoi parti de Drancy en juin 1942, on peut déterminer dans les grande lignes celui du convoi 36 qui suit probablement la même route. Après un départ de Drancy, le train passe par Bobigny, Noisy-le-Sec, Épernay, Châlons-sur-Marne, Révigny, Bar-le-Duc, Lérouville. Novéant marque la frontière avec le IIIe Reich depuis 1940. Le convoi passe ensuite probablement par les villes suivantes : Metz, Sarrebruck, Mannheim, Francfort-sur-le-Main, Fulda, Erfurt, Leipzig, Dresde, Görlitz, Liegnitz (Legnica), Neisse (Nysa), Cosel, Katowice (Kattowitz), Auschwitz.

## Déportés
On compte parmi les déportés 644 hommes, 342 femmes, 200 enfants et 14 autres personnes non identifiées. Plus de la moitié d'entre eux sont de nationalité française. On compte aussi plus de 200 Polonais.
Ce convoi inclut René Blum (64 ans), frère de Léon Blum, Benjamin Schatzman (65 ans), chirurgien-dentiste et auteur d'un journal sur la Shoah, père de l'astrophysicien Evry Schatzman, Salomon Lebovici (58 ans), père de Serge Lebovici, psychiatre, professeur de psychiatrie et psychanalyste, Eva Tichauer (24 ans), qui survit, et sa mère, Erna Tichauer (44 ans), Maurice Weill-Raynal (56 ans), frère d'Étienne Weill-Raynal, homme politique français (sa mère Émmeline Weill-Raynal (79 ans), sa belle-fille Edith Weill-Raynal (36 ans) et sa fille Marianne Weill-Raynal (22 ans) sont déportées par le Convoi No. 68), Aron Finkielkraut (65 ans) et Terner Finkielkraut (60 ans), les grands-parents du philosophe et académicien Alain Finkielkraut, dont le père, Daniel Finkielkraut (37 ans), avait été déporté par le convoi no 5 de Beaune-la-Rolande et survit à la Shoah, le rabbin hassidique Abraham Kahlenberg (83 ans), père du rabbin hassidique de Metz Moïse Kalhenberg (60 ans) et beau-père de Gittel Kalhenberg (59 ans), déportés dans le Convoi No. 31, Isidore Rosenbaum (17 ans) (survivant et témoin) (dont le père Israël Rosenbaum (48 ans) a été déporté par le Convoi No. 3), Blima Holz (39 ans), la mère de Myriam Holz (8 ans) et de Paul Holz (7 ans), arrêtés lors de la Rafle de Louveciennes et déportés par le Convoi No. 77 (le père, Moses Holz (45 ans), est déporté par le Convoi No. 8, et 3 fils, David Holz (13 ans), Jacques Holz (10 ans) et Joseph Holz (11 ans), arrêtés lors de la rafle de l'avenue Secrétan, sont déportés dans le Convoi No. 77), Biewoja Honigmann (53 ans), la mère de Rachel Honigmann (19 ans), arrêtée lors de la rafle de la rue Vauquelin et déportée par le Convoi No. 77, Nadine Schatz (12 ans), (son oncle a été déporté par le convoi no 1), Hélène Jakubowicz (17 ans), Maud Lévy (13 ans) élève au Lycée Joachim du Bellay d'Angers, Nathan Lassman (13 ans) élève au lycée David d'Angers à Angers.